# مينفيداس باكيفيوس
مينفيداس باكيفيوس (مواليد 3 مايو 1979) هو سبّاح ليتواني، مثّل بلاده في الألعاب الأولمبية الصيفية 2000.

## روابط خارجية
مينفيداس باكيفيوس على موقع الاتحاد الدولي للسباحة (الإنجليزية)
- مينفيداس باكيفيوس على موقع أوليمبيديا (الإنجليزية)